# حصان فنلندي
الحصان الفنلندي (بالفنلندية: Suomenhevonen) هو من سلالة حصان مع كل من ركوب الخيل والحصان ومشروع تأثير الخصائص. ومن سلالة فقط المتقدمة في فنلندا، ويسمى في بعض الأحيان العالمي الفنلندية في اللغة الإنجليزية، وذلك لأن الفنلنديين النظر في تولد لتلبية جميع احتياجات للخيول في فنلندا ، بما في ذلك سباق تسخير الزراعية وسباق العربات و الفروسية. في عام 2007 ، وكان من سلالة أعلن مسؤول سلالة الحصان الوطني لفنلندا